# ديفيد أبو العافية
ديفيد أبو العافية (بالإنجليزية: David Abulafia)‏ هو مختص في الدراسات القروسطية ‏ ومؤرخ بريطاني، ولد في 12 ديسمبر 1949 في تويكنهام في المملكة المتحدة.